# Christian Rogge (Schulleiter)
Christian Rogge (* 11. Februar 1848 in Ostinsel; † 3. April 1933) war ein deutscher Lehrer und Philologe.

## Leben
Christian Rogge war der Sohn eines Gutsbesitzers. Er absolvierte sein Abitur am Gymnasium in Stendal und studierte 1868/69 Theologie und Philologie an der Universität Erlangen. Danach setzte er an der Universität Halle seine Studien der Philologie fort, die durch seinen Wehrdienst und Einsatz im Deutsch-Französischen Krieg 1870/71 unterbrochen wurden. 1875 wurde er in Halle zum Dr. phil. promoviert.
1875/1876 war Rogge als wissenschaftlicher Hilfslehrer am Gymnasium in Jauer tätig. 1876 absolvierte er in Halle das Examen pro fac. doc. (höheres Lehramt) und arbeitete danach dort als Lehrer und Erzieher an der lateinischen Hauptschule der Franckeschen Stiftungen und deren Pensionsanstalt. Ab 1878 unterrichtete er als Lehrer am Städtischen Gymnasium in Fürstenwalde. 1888 wurde er Rektor des Progymnasiums in Schlawe und zuletzt 1895 Direktor des Königlichen Fürstin-Hedwig-Gymnasiums in Neustettin. 1913 wurde er zum Geheimen Regierungsrat ernannt und ging in Pension. Er war mit Marie Wayler verheiratet und Vater von zwei Söhnen und einer Tochter.
Neben Pädagogik beschäftigte Rogge sich mit klassischer und deutscher Philologie, insbesondere allgemeiner Sprachwissenschaft als Assoziationspsychologie und Kulturwissenschaft. Seine Beiträge erschienen unter anderem in der Zeitschrift für deutsche Philologie, Zeitschrift für Deutschkunde, Monatsschrift für Psychiatrie und Neurologie und Archiv für die gesamte Psychologie. Er korrespondierte mit dem Theologen Hellmut Traub.

## Veröffentlichungen (Auswahl)
- Die Anschauungen des Apostels Paulus von dem religiös-sittlichen Charakter des Heidentums auf Grund der vier Hauptbriefe: Eine theologisch-philologische Untersuchung. Georg Reichardt, Leipzig 1888.
- Aberglaube, Volksglaube und Volksbrauch der Gegenwart nach ihrer Entstehung aus altgermanischem Heidentum ein Beitrag zur Pflege des Volkstums. Moldenhauer, Schlawe 1890.
- Wie das Gymnasium nationale junge Deutsche erziehen könne. Hertzberg, Neustettin 1896.
- Aus der Demosthenes-Lektüre: zum Nachweis eines einheitlichen Aufbaues der Volksreden des Demosthenes. Büxenstein, Berlin 1903.[5]
- Freuden und Leiden des Feldsoldaten : Kulturbilder aus dem deutsch-französischen Kriege 1870/71: nach eigenen Erinnerungen im Inf.-Reg. No. 27. C. A. Schwetschke & Sohn, Berlin 1906.
- Franktireurfahrten und andere Kriegserlebnisse in Frankreich. C. A. Schwetschke & Sohn, Berlin 1907.
- Der Notstand der heutigen Sprachwissenschaft: eine Einführung in die Psychologie des sprachschaffenden Menschen. M. Hueber, München 1929.